# ジーン・アムダール

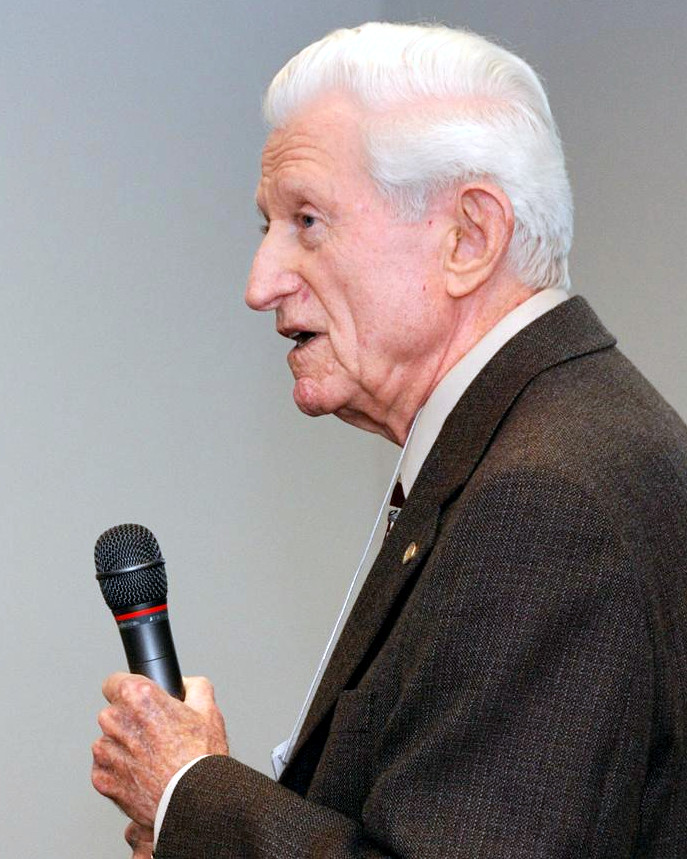
ウィスコンシン大学マディソン校 同窓生集会で講演するGene Amdahl, 2008年3月13日.

ジーン・アムダール（Gene Amdahl、1922年11月16日 -2015年11月10日 ）は、アメリカ人のコンピュータアーキテクトで、企業家である。彼の業績はIBMおよび彼の創設した会社(特にアムダール社)における、メインフレームの設計である。並列コンピューティングの基本的な理論としてアムダールの法則がよく知られている。

## 幼年期と教育
アムダールはサウスダコタ州のフランドルーにノルウェー移民とスウェーデン移民の両親の間に誕生した。第二次世界大戦中、軍務に服した後に、1948年にサウスダコタ州立大学で工学物理学の学位を取得した。その後、ウィスコンシン大学で理論物理学の研究を続け、最初のコンピューター、WISSを完成させ、1952年に博士号を取得した。1952年6月にウィスコンシン大学から、高額の給与を提示してきたIBMに移った。

## IBM時代そして独立
IBMにおいてアムダールは「IBM 704」、「IBM 709」、そしてIBM 7030すなわちストレッチ・プロジェクトに携わった。彼は1955年12月、IBMを一旦退職し、ラモ・ウッドリッジ、そしてアエロニュートロニックで開発に従事した後、1960年9月復職している。復職後、彼はSystem/360ファミリー・アーキテクチャーの開発に従事した。1965年IBMフェローに就任し、カリフォルニア、メンロ・パークのACS研究所の主任に就任した。
System/370の開発中に自身の提案が却下されると、1970年再び同社を退職し、カリフォルニア州サニーベールにアムダール社を創設した。アムダールは同じ頃IBMプラグコンパチブルマシンの開発に踏み切った富士通と提携し、IBMプラグコンパチブルマシンの開発を始めた。
富士通からの多大な支援もあって、1975年、アムダール470-V6は出荷された。IBM機より低額で、信頼性が高く、より高速な代替品として提供されたものである。1970年に独占禁止法によりIBMが「アンバンドリング」すなわちハードウェアとソフトウェアを別々に売ることを強いられていたこともアムダールに味方した。アムダール470とサード・パーティの製造会社が提供する互換周辺機器を購入することによって、顧客はIBMのハードウェアを購入せずに、IBMのSystem/360・System/370のアプリケーションを利用できることになった。
アムダールはまたIBMのMVSオペレーティング・システム・ソフトウェアの性能を向上させる VM/PE を開発した。1979年までにアムダール社はV6とV7メインフレームでUSドル換算で10億ドルの売り上げを達成し、世界中で六千人以上の雇用を創出している。同社は富士通の技術者と共同で高性能のディスク・ディバイスと、IBMプラグ・コンパチブル・フロント・エンド・プロセッサー（4705）を流通させることに成功した。

## 1979年から現在まで：起業家として
1979年、アムダールは「トリロジイ・システムズ」を構築するために自身の名を冠した会社を離れた。
トリロジイ社は20億USドルの資金で更に低額のメインフレームのための集積回路を設計する計画を立てた。
だが6千万ドルの社債を数ヶ月以内に発行することが不可能になり、回路の開発は頓挫した。その後、同社はVLSI技術の開発に投資を集中したが、結局業績は好転せず、1985年「エレクシィ・コーポレーション」に吸収合併されることになった。
更にエレクシィ社は業績は振るわず、1989年アムダールは同社を退職した。1987年アムダールは次のベンチャー企業、アンドア・インターナショナルを創設した。
アムダールは中型の大きさのメインフレーム市場に乗り出すことを希望した。彼は、メインフレームをより小型に、より効率的に働く機械にするために生産技術の改良を図った。
だが、生産上の問題と激しい市場競争の結果1995年アンドア社はついに倒産に追い込まれた。

## 賞
アムダールは、1965年にIBMのフェローに任命され、1967年に米国技術アカデミーの会員に就任した。1986年にサウスダコタ州立大学の百周年・卒業生として認められた。彼は諸々な賞と特許を取得し賞賛を浴び、二つの母校と他に2つの団体から名誉博士号を与えられた。